# Pierre runique de Kensington
 (novembre 2014).
Si vous disposez d'ouvrages ou d'articles de référence ou si vous connaissez des sites web de qualité traitant du thème abordé ici, merci de compléter l'article en donnant les références utiles à sa vérifiabilité et en les liant à la section « Notes et références ».
La pierre runique de Kensington est une pierre plate rectangulaire en grauwacke couverte de runes sur sa face et son côté. Son origine et sa signification ont été contestées depuis sa « découverte » en 1898 à Solem Township près de la ville de Kensington dans le  (comté de Douglas) dans le centre de l'état américain du Minnesota. Selon son texte, des explorateurs scandinaves auraient atteint le centre de l'Amérique du Nord au XIVe siècle.
Les savants et historiens considèrent majoritairement que c'est un canular. Il existe quelques personnes qui proposent des explications étranges ou farfelues pour défendre son authenticité.

## Origine
Olof Öhman, un fermier d'origine américano-suédoise, déclare en 1898 avoir trouvé la pierre alors qu'il débarrassait sa terre d'arbres et de troncs afin de pouvoir la labourer. Elle a été trouvée sur un monticule ou un côté d'une colline, couchée face contre terre et enchevêtrée dans les racines d'un arbre supposé être âgé d'au moins une dizaine d'années. Aux dires de plusieurs témoins, quelques-unes de ces racines étaient aplaties et épousaient la forme de la pierre. Le fils d'Öhman, âgé d'une dizaine d'années, a alors remarqué des inscriptions et le fermier déclara qu'ils pensaient avoir trouvé un almanach indien. L'artefact a des dimensions de 76 × 41 × 15 cm et pèse environ 90 kg.
Au moment de cette découverte, le séjour de Leif Erikson au Vinland (actuelle Terre-Neuve) était largement abordé et il en est résulté un regain d'intérêt pour l'âge des Vikings dans toute la Scandinavie. Cinq ans plus tard, un archéologue danois prouve qu'il était possible de naviguer jusqu'en Amérique du Nord à bord de bateaux de l'époque. Il y eut aussi des tensions entre la Suède et la Norvège, dues à leurs indépendances récentes : quelques Norvégiens prétendirent que la pierre était un canular suédois et des accusations du même type vinrent de Suède, s'appuyant sur le fait qu'il était fait référence sur la pierre à une expédition conjointe de Norvégiens et Suédois lorsqu'ils appartenaient au même royaume.
La pierre est exposée peu après dans une banque locale. Une copie de l'inscription fait son chemin jusqu'au département de langue grecque de l'université du Minnesota, puis à Olaus J. Breda, un professeur de littérature et de langues scandinaves de cette même université de 1884 à 1899, qui avait quelque intérêt dans la trouvaille. Il fait une traduction, déclara la pierre comme contrefaçon et en envoie des copies à des linguistes en Scandinavie. L'archéologue norvégien Oluf Rygh déclare aussi qu'il s'agit d'une contrefaçon, en se fondant sur une lettre de Breda. Les preuves archéologiques d'établissements vikings au Canada ne devant apparaître que 50 ans plus tard, l'idée de vikings errant à travers le Minnesota à cette époque semble alors impossible aux yeux de la plupart des universitaires.
La pierre est ensuite envoyée à l'université Northwestern de Chicago. Personne n'étant capable d'identifier le moindre contexte historique valable, la pierre est renvoyée à Öhman, qui l'aurait déposée face contre terre près de la porte de son grenier comme pierre pour nettoyer ses chaussures et enlever les clous (des années plus tard, son fils rapporta qu'il n'en était rien et qu'ils l'avaient en fait déposée dans un hangar adjacent). En 1907, la pierre est achetée, apparemment pour 10 dollars par Hjalmar Holand, un étudiant diplômé de l'université du Wisconsin. Holand ravive alors l'intérêt du public et d'autres études sont menées par le géologue Newton Horace Winchell (Minnesota Historical Society) et le linguiste George Flom (Philological Society de l'université de l'Illinois), qui publient tous deux leurs conclusions en 1910.
Si on se réfère à Winchell, le peuplier sous lequel la pierre fut trouvée avait été détruit mais plusieurs peupliers proches et de même taille ont été coupés et, en comptant leurs anneaux, il a été déterminé qu'ils étaient âgés de 40 ans. Comme la région en question n'a été colonisée qu'après 1858, il est apparu que la pierre ne pouvait être une contrefaçon. Winchell conclut aussi que l'aspect désagrégé de la pierre indiquait que l'inscription avait bien 500 ans.
Pendant ce temps-là, Flom trouve une nette divergence entre les runes utilisées dans l'inscription de Kensington et celles en usage au XIVe siècle. De même, les formes linguistiques ne correspondent pas aux exemples de cette époque.
La plupart des controverses sur l'authenticité de la pierre de Kensington sont fondées sur un conflit entre les preuves linguistiques et physiques. Le fait que la pierre runique ait été découverte par un fermier suédois dans le Minnesota à une période où l'histoire viking et la culture scandinave étaient très populaires et la publication de plusieurs articles sujets à caution, font qu'un voile tenace de scepticisme en résultera pendant plus de 100 ans.

## Support historique
En 1354, le roi de Norvège Magnus Smek accorda une lettre de protection à Paul Knutson (en) pour un voyage au Groenland. Les établissements à l'ouest du Groenland avaient été retrouvés abandonnés — seul du bétail y subsistait — quelques années plus tôt et il était supposé que la population avait rejeté l'Église (et sa mainmise sur les fermes locales, acquises progressivement comme paiements de taxes diverses), était retournée au paganisme et partie vers ce qui sera connu plus tard comme l'Amérique du Nord.
En 1887, l'historien Gustav Storm mentionne ce voyage, suggérant son retour vers 1363 ou 1364. Il semble qu'il s'agisse des premiers travaux publiés qui se réfèrent à un voyage vers l'Amérique du Nord, concordant avec la date inscrite sur la pierre. Cela a depuis été confirmé par une lettre écrite en 1577 par Gérard Mercator à John Dee. Cette lettre donne un extrait des travaux plus anciens de Jacobus Cnoyen (maintenant perdus) décrivant un voyage au-delà du Groenland dont le retour avec 8 hommes à bord date de 1364. Cnoyen mentionne également qu'un prêtre était du voyage et que celui-ci le décrivit dans un livre appelé Inventio Fortunate, livre qui est d'ailleurs cité dans nombre de documents du Moyen Âge ainsi que de la Renaissance, mais dont aucune copie ne subsiste.
L'Inventio est cité sur certaines cartes datant du XVIe siècle comme étant leur source à propos de la description de l'Arctique. On ne sait pas si le voyage alla jusqu'à la baie d'Hudson mais quelques cartes montrent cette baie au moins 100 ans avant sa première exploration connue. Cela influence apparemment Christophe Colomb pour la planification de son voyage à travers l'Atlantique. Donc, même si un faussaire talentueux avait pu déduire la date à mettre sur la pierre en fonction des informations disponibles à cette époque, il semble qu'une expédition ait bien eu lieu à l'époque mentionnée sur la pierre.

### Géographie
Kensington est situé près d'une route de communication terrestre entre la baie d'Hudson et les bassins de drainage du Mississippi. Une route naturelle de navigation dans le sens nord-sud s'étend de la baie d'Hudson vers la rivière Nelson, en passant par le lac Winnipeg, puis vers la Rivière Rouge du Nord par un canyon formé par le retrait du glacier du lac Agassiz. Cela s'arrête brutalement au bas de ce qui semble être le lit d'une ancienne rivière (un type de site caractérisé par une élévation du sol due au rebond isostatique), à l'ouest du lac Cormorant. On suppose ainsi que des explorateurs entrant en Amérique du Nord par le nord, cherchant une route vers le sud (potentiellement aidés par des Amérindiens, ceux-ci connaissant les voies navigables), seraient naturellement arrivés dans la zone de Kensington.

### D'autres artefacts?
La voie navigable peut également contenir des signes de la présence viking. Au lac Cormorant, dans le comté de Becker au Minnesota, il y a trois rochers avec des trous triangulaires similaires à ceux utilisés pour amarrer les bateaux le long de la côte norvégienne au XIVe siècle. Holand a trouvé d'autres trous triangulaires dans des roches près du lieu où la pierre fut trouvée. Un morceau d'acier scandinave du XIVe siècle servant à allumer des feux est également trouvé entre le lac Cormorant et Kensington, lieu où la pierre runique a été découverte.
D'autres artefacts vikings datés du XIVe siècle ont été trouvés au Minnesota, mais apparemment aucun d'entre eux n'a été découvert sous contrôle archéologique, par conséquent il est impossible d'éliminer la possibilité qu'ils n'aient été apportés par des Européens que plusieurs siècles plus tard. De manière similaire, la datation de quelques trous d'amarrage à ressemblance viking reste évasive.

## Débat
Holand apporte la pierre en Europe et, pendant que les journaux du Minnesota débattent de son authenticité, la pierre est rapidement écartée par des linguistes suédois.
Durant les 40 années qui suivent, Holand lutte pour intéresser les opinions publique et savante à la pierre, rédigeant des articles et plusieurs ouvrages. Il rencontra un bref succès en 1949 lorsque la pierre est exposée à la Smithsonian Institution, des savants tels que William Thalbitzer et S. R. Hagen publiant des articles défendant son authenticité.

Cependant, et à peu près au même moment, les publications des linguistes scandinaves Sven Jansson, Erik Moltke, Harry Anderson et K. M. Nielsen (parallèlement à un livre à succès d'Erik Wahlgren), jettent de nouveau le doute sur la provenance de la pierre runique.
Avec Wahlgren, l'historien Theodore Blegen affirme platement qu'Öhman fabriqua l'artefact tel un faussaire, probablement avec l'aide d'autres personnes de la région de Kensington. Une autre opinion semble apparaître en 1976 avec la traduction d'une cassette audio réalisée par Walter Gran plusieurs années auparavant. Gran dit que son père John confessa en 1927 qu'Öhman avait fait lui-même l'inscription. Cependant, l'histoire de John Gran était fondée sur des anecdotes d'autres personnes qu'il avait entendues à propos d'Öhman. De plus, même si cela était présenté comme une confession sur son lit de mort, Gran vécut plusieurs années après en ne faisant aucune autre déclaration à propos de la pierre. Néanmoins, la pierre runique de Kensington est alors largement perçue comme un canular.
La possibilité que la pierre runique ait une provenance scandinave est réactivée en 1982 quand le linguiste Robert Hall de l'université Cornell publie un livre (et une suite en 1994) s'interrogeant sur la méthodologie de ces critiques. Il démontre que les problèmes d'impairs philologiques sur la pierre runique pouvaient être le résultat normal de variantes dialectales par rapport au vieux suédois standard de l'époque. De plus, il affirme que les critiques avaient eu tort de ne pas prendre en compte l'aspect physique, qu'il trouva comme étant un argument de poids en faveur de l'authenticité.
En 1983, inspiré par Hall, Richard Nielsen (un ingénieur et chercheur en linguistique de Houston au Texas) étudie la runologie et la linguistique de la pierre runique de Kensington, et écarte plusieurs controverses appuyant la thèse de la contrefaçon. Par exemple, la rune qui avait été interprétée comme étant un "J" (et selon les critiques, inventée par le fraudeur) pouvait être interprétée comme étant une forme rare de la rune "L" trouvée seulement dans quelques rares manuscrits du XIVe siècle.
Nielsen remarque aussi que le dialecte trouvé sur la pierre runique était un dialecte "a" très différent du dialecte "e" parlé par la plupart des Suédois tels que Öhman. Ce dialecte était utilisé en premier lieu près de la région de Bohuslän dans le sud-ouest de la Suède, près de la frontière norvégienne et proche d'une zone danoise. En référence à Nielsen, le langage sur la pierre semble apparaître comme une combinaison de formes dialectales venant de langages croisés.

## Un siècle plus tard
En décembre 1998, exactement un siècle après la découverte de la pierre de Kensington et pour la première fois depuis le rapport de Winchell de 1910, une analyse physique détaillée est menée ; elle inclut une photographie par un microscope à lumière réfractable, un prélèvement de roche et un examen au microscope électronique à balayage. En novembre 2000, le géologue Scott F. Wolter présente les résultats préliminaires suggérant que la pierre avait suivi un processus de changement relatif à un séjour dans le sol d'un minimum de 50 à 200 ans.
Par exemple, Wolter note la perte totale de mica sur la surface inscrite de la pierre. Des échantillons de pierres tombales dans le Maine âgés de 200 ans montrent une très grande dégradation en pyrite mais pas sa disparition complète comme cela a pu être remarqué sur la pierre. Étant donné que les échantillons de pierre tombale n'ont pas été sujets aux mêmes contraintes que la pierre, la comparaison suggère cependant que la pierre runique ait été enterrée bien avant le premier établissement européen moderne dans cette zone en 1858.
Quelques critiques avaient noté que les traces de burin avaient très bien survécu, se demandant comment cela avait pu être possible sachant qu'elles avaient dû endurer des siècles de gel-dégel et d'infiltrations. Cependant, l'arrière de la pierre a conservé des craquelures glaciaires qui sont elles âgées de plusieurs milliers d'années. D'autres observateurs disent que les runes avaient subi les mêmes conditions climatiques que le reste de la pierre.
Dans The Vikings and America (1986), l'ancien professeur de l'UCLA Erik Wahlgren écrit que les anomalies linguistiques et syntaxiques du texte suggèrent que la pierre est une contrefaçon mais en 2001, Nielsen publie un article sur le site Internet Scandinavian Studies, qui écarte cette affirmation  en même temps que d'autres arguments, comme celui qui présente les runes comme provenant de la forme plus moderne des runes de la province de Dalécarlie en Suède. Il montre que même si certaines runes sur la pierre runique de Kensington sont similaires à ces runes plus modernes, plus de la moitié n'avaient aucune connexion possible avec les runes de Dalécarlie et pouvaient être donc expliquées par le style du XIVe siècle.

## Le texte
L'inscription sur la face (où plusieurs mots peuvent manquer à cause de  la dégradation et de la calcification d'une partie de la pierre) dit:
« 8 göter ok 22 norrmen paa opthagelse farth fro winlanth of west Wi hathe läger weth 2 skylar en thags norder fro theno sten wi war ok fiske en thag äptir wi kom hem fan X man rothe af bloth og ded AVM frälse af illum. »
Traduction:
« 8 Goths de Scandinavie et 22 Norvégiens dans un voyage d'exploration venant du Vinland allant vers l'ouest. Nous avons établi des abris sur 2 îles rocheuses à un jour au nord de cette pierre. Nous avons pêché une journée. Quand nous sommes rentrés nous avons trouvé 10 de nos hommes en sang et morts AVM (Ave Maria) délivre-nous des démons ! »
Le texte sur le côté dit :
« har X mans we hawet at se äptir wore skip 14 thag rise from theno odh Ar wars Herra 1362. »
Traduction:
« Envoyé 10 hommes vers la mer pour aller chercher notre bateau 14 jours de trajet depuis ici An 1362 de notre Seigneur. »
La traduction anglaise est celle de Nielsen faite en 2001 :
« 8 Geats (South Swedes) and 22 Norwegians on acquisition venture from Vinland far to the west We had traps by 2 shelters one day's travel to the north from this stone We were fishing one day. After we came home found 10 men red with blood and dead AVM (Ave Maria) Deliver from evils!
I have 10 men at the inland sea/lake to look after our ship 14 days travel from this wealth/property Year of our Lord 1362 »
Le AVM est historiquement valable à partir du moment où tout explorateur scandinave devait être catholique à cette époque. 
Comme exemple de la discussion linguistique relative à ce texte, le terme suédois opthagelse farth (voyage d'exploration), ou updagelsfard comme il apparaît souvent, n'est pas connu que ce soit dans l'ancien suédois, l'ancien danois, le néerlandais moyen ou l'allemand moyen, durant les XIVe et XVe siècles. Le mot contemporain et correct devrait être upptäcktsfärd. Cependant, dans une conversation avec Holand en 1911, le lexicographe du dictionnaire de l'ancien suédois (Soderwall) note que le travail de Holand s'était limité principalement à des documents légaux, écrits en langage formel et évolué et que la racine du mot opdage pouvait avoir été un terme allemand ancien emprunté. Les linguistes qui critiquaient l'authenticité de la pierre considèrent ce mot comme un néologisme et notent que l'auteur suédois Gustav Storm, à la fin du XIXe siècle, utilise souvent ce mot dans une série d'articles sur l'exploration viking, ces articles ayant été publiés dans un journal norvégien dont on sait qu'il circula dans le Minnesota.
Nielsen suggère que le Þ transcrit en caractères différents ci-dessus comme th ou d pourrait avoir également un son en t. Donc pour lui, le mot se traduirait par uptagelsfart (expédition d'acquisition), ceci étant une expression acceptable au XIVe siècle. Le problème avec cette suggestion est que, dans le reste du texte, la rune Thorn correspond régulièrement à des sons scandinaves modernes en d, seulement occasionnellement à des sons th anciens, et que la rune T est utilisée pour les sons en t.
Un autre exemple pointé du doigt par les sceptiques est le manque de cas grammaticaux dans le texte. Le vieux norrois a les quatre cas grammaticaux de l'allemand moderne. Ils ont disparu du langage courant au XVIe siècle, mais étaient toujours prédominants au XIVe siècle. Aussi, le texte n'utilise pas de formes plurielles pour les verbes, qui étaient aussi prédominantes au XIVe siècle, mais qui ont disparu des langages courants. Les exemples sont (forme plurielle en parenthèses) wi war (warum), hathe (hafðum), [wi] fiske (fiskum), kom (komum), fann (funnum) and wi hathe (havum). Les partisans de l'authenticité de la pierre montrent en revanche des contre-exemples dans des textes du XIVe siècle.
Aussi, l'inscription contient des nombres runiques qui n'ont jamais été trouvés sur d'autres pierres runiques certifiées. Usuellement, les nombres sont écrits comme des mots en utilisant des runes individuelles. Par exemple, pour écrire EINN (un), les runes E-I-N-N sont utilisées (donc pas des nombres), et le mot EN (un) est dans l'inscription de Kensington. 

Écrire tous les nombres (comme treize cent soixante deux) aurait sérieusement empiété sur la surface libre de la pierre, donc l'auteur (que ce soit un fraudeur ou un explorateur du XIVe siècle) a simplifié les choses en utilisant les nombres runiques comme les nombres dans le système numérique arabe, qui est apparu en Scandinavie au XIVe siècle.

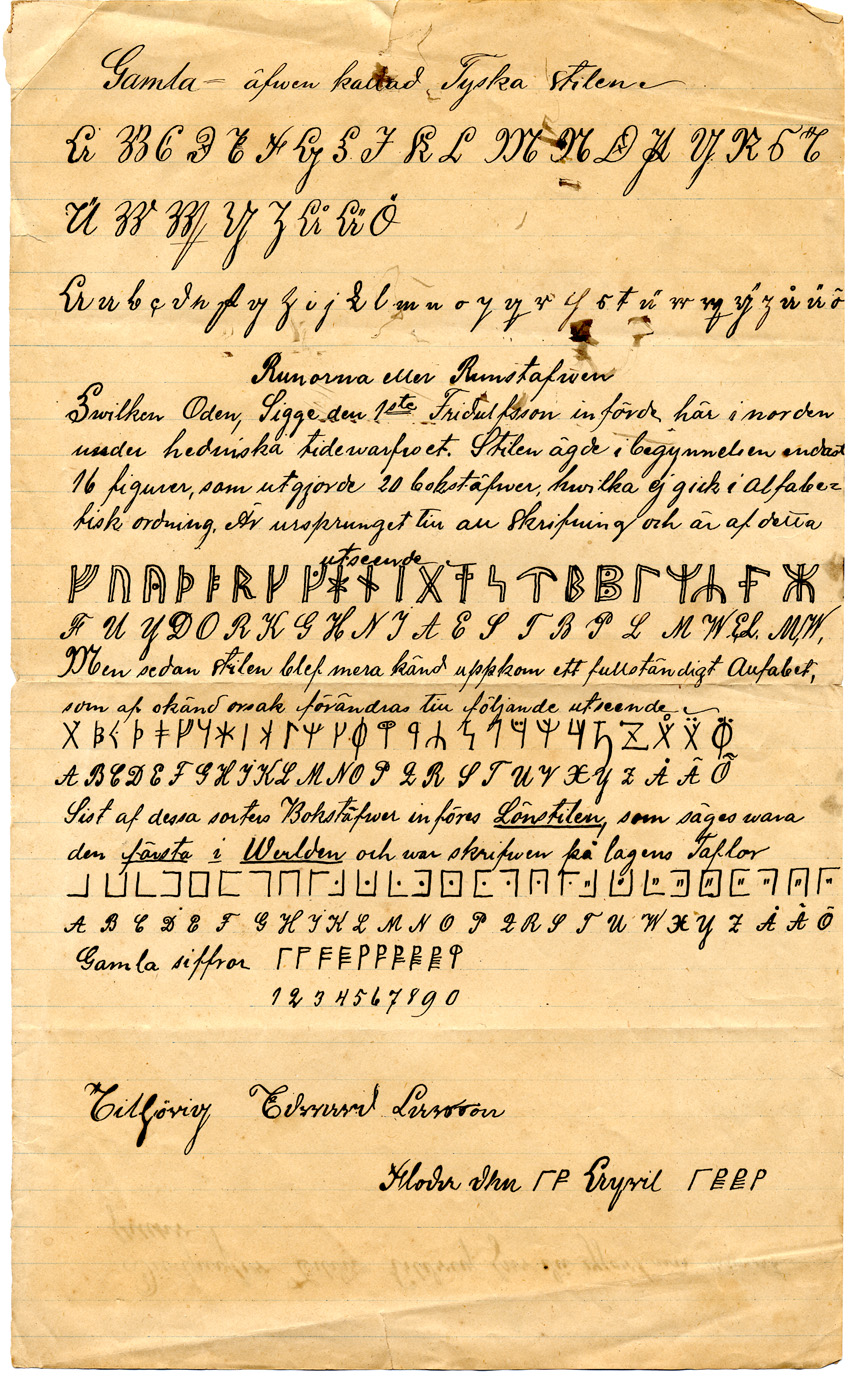
Notes d'Edward Larsson.

Beaucoup de runes dans l'inscription dévient de l'alphabet runique normal du XIVe siècle fuþark, mais en 2004, il a été découvert des runes similaires dans des notes rédigées en 1885 par un tailleur itinérant de 18 ans, passionné de culture traditionnelle, Edward Larsson. Une copie a été publiée par l'institut pour la dialectique d'Umeå, en Suède et bien qu'un article accompagnant cette publication suggérât que les runes étaient un code secret utilisé par la guilde des tailleurs, aucun usage d'alphabet runique par aucune guilde du XIXe siècle n'a été rapporté.
Sans une source pour confirmer les lignes de runes de Larsson (comme par exemple un livre ancien ou un dérivé moderne d'une guilde), il est difficile de leur donner une crédibilité particulière. Ces runes auraient certes pu être disponibles pour un imposteur du XIXe siècle, mais les notes de Larsson éliminent toute possibilité qui tenterait de dire que ces mêmes runes aient été inventées par l'auteur de la pierre.

## L'incertitude perdure
La pierre de Kensington est donc soit une contrefaçon laissée là par quelqu'un ayant des connaissances profondes dans les runes médiévales et les formes d'entrecroisement de mots (apparemment inconnues de la plupart des linguistes professionnels à la fin du XIXe siècle), soit un message laissé par des explorateurs scandinaves du XIVe siècle au cœur de l'Amérique du Nord. Beaucoup moins probable, cela pourrait être une pierre médiévale créée par des Scandinaves et déplacée ultérieurement pour quelque raison que ce soit, ou par un imposteur qui apparemment échoua à gagner de l'argent ou provoquer un impact politique. N'importe quelle discussion à propos de cette pierre (comme suggérer que les runes de cette pierre runique furent utilisées par des guildes du XIXe siècle, ou que le monticule sur laquelle elle a été trouvée avait pu être une petite île 600 ans plus tôt) est une porte ouverte pour toute mauvaise interprétation ou spéculation.
En 2002, une autre analyse de Nielsen suggère que les formes linguistiques présentes sur la pierre étaient plausibles au XIVe siècle. De plus, les preuves d'existence pour tous les mots et runes inhabituels ont été trouvées dans d'autres sources médiévales.
Dans un rapport commun au cours d'une exposition de la pierre en 2004 au muséum des antiquités nationales à Stockholm, Suède, Nielsen et Henrik Williams, un professeur en langues scandinaves de l'université d'Uppsala et partisan de la théorie de la contrefaçon, notèrent qu'il y avait des anomalies linguistiques pour les deux origines possibles de l'inscription (XIVe et XIXe siècles) et que par conséquent la pierre runique nécessitait d'autres analyses avant qu'une conclusion solide ne soit apportée.